# Physcia tribacioides
Physcia tribacioides är en lavart som beskrevs av Nyl. Physcia tribacioides ingår i släktet Physcia och familjen Physciaceae.   Inga underarter finns listade i Catalogue of Life.